# Pseudosiderastrea
Pseudosiderastrea es un género de corales marinos que pertenecen a la familia Siderastreidae, del orden Scleractinia.
Cada cabeza de coral está formada por una colonia de pólipos genéticamente idénticos, que secretan un esqueleto de carbonato de calcio, lo que los convierte en importantes constructores de arrecifes de coral, como los demás corales hermatípicos del orden Scleractinia.
Sus especies están distribuidas en aguas tropicales del Indo-Pacífico, siendo poco comunes en su rango de distribución.

## Especies
El Registro Mundial de Especies Marinas, acepta actualmente las siguientes especies, de las que la UICN establece los correspondientes estados de conservación:
- Pseudosiderastrea formosa Pichon, Chuang & Chen, 2012. Estado: No evaluada
- Pseudosiderastrea tayamai Yabe & Sugiyama, 1935. Estado: Casi amenazada

## Morfología
Las estructuras esqueléticas de la colonia tienen normalmente formas masivas o incrustantes. Su tamaño no excede normalmente de 10 cm de diámetro, alcanzando los 15 cm como máximo tamaño. Los cálices de los coralitos tienen entre 2 y 4 mm de diámetro. Los coralitos están dispuestos de forma cerioide, con cálices poligonales o redondeados y sus muros fusionados, y se forman en modo extratentacular. Los septa están uniformemente espaciados y tienen dientes en forma de sierra.

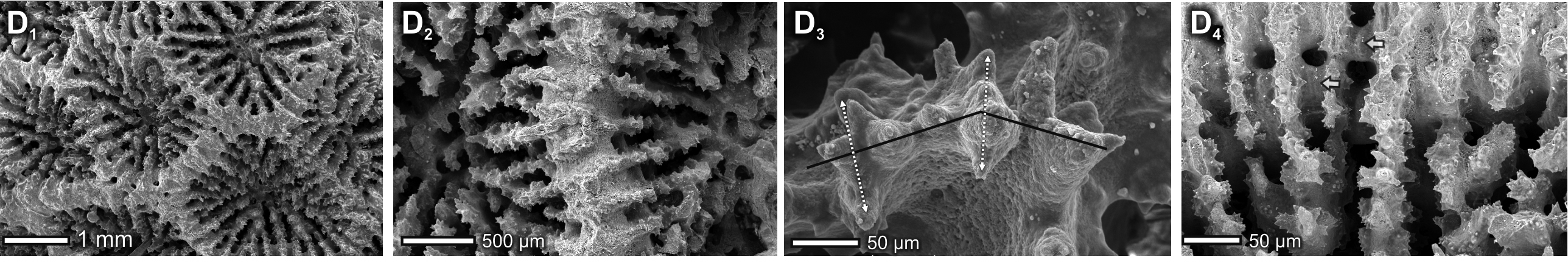
Disposición de los coralitos y estructura de los septos de Pseudosiderastrea tayamai

Su color puede ser marrón pálido, gris o rosáceo, con los muros de los coralitos más pálidos o blancos.

## Hábitat y distribución
Especies asociadas a arrecifes, suelen habitar aguas soleadas, en sustratos rocosos o en otros corales. 
Su rango de profundidad es entre 0 y 20 metros.
El género Pseudosiderastrea se distribuye en aguas tropicales del Indo-Pacífico, desde la costa oriental africana y el mar Rojo hasta el Pacífico central.

## Alimentación
Los pólipos contienen algas simbióticas; mutualistas (ambos organismos se benefician de la relación) llamadas zooxantelas. Las algas realizan la fotosíntesis produciendo oxígeno y azúcares, que son aprovechados por los pólipos, y se alimentan de los catabolitos del coral (especialmente fósforo y nitrógeno). Esto les proporciona entre el 75 y el 95% de sus necesidades alimenticias. El resto lo obtienen atrapando plancton microscópico y materia orgánica disuelta en el agua.